# Сантало, Луис
Луис Антонио Сантало́ Сорс (1911—2001) — испанский математик.

## Биография
Окончил Мадридский университет.
Далее учился в Гамбургском университете, где он защитил диссертацию в 1936 году.
Его руководителем был Вильгельм Бляшке.
Из-за Гражданской войны в Испании, он переехал в Аргентину, работал в Национальном университете «Дель — Литораль», Национальном университете Ла-Платы и университета Буэнос-Айреса.

## Вклад
- Формула Сантало — вариант формулы Крофтона для римановых многообразий.

## Публикации
Книги переведённые на русский язык
- Сантало Л. Введение в интегральную геометрию. — Издательство иностранной литературы, 1956.
- Сантало Л. Интегральная геометрия и геометрические вероятности. — Наука, 1983.